# Noyau du nerf trijumeau
Les noyaux du nerf trijumeau sont les plus grands des noyaux des nerfs crâniens et s'étendent à travers l'ensemble du mésencéphale, du pont et de la moelle épinière cervicale haute.
Ce sont des noyaux sensitifs.
Ils sont au nombre de trois avec de haut en bas chez l'homme :
- le noyau mésencéphalique du trijumeau ;
- le noyau principal du trijumeau ;
- le noyau spinal du trijumeau.

Il existe également un noyau moteur du trijumeau distinct qui est médian au noyau principal du trijumeau.

## Galerie

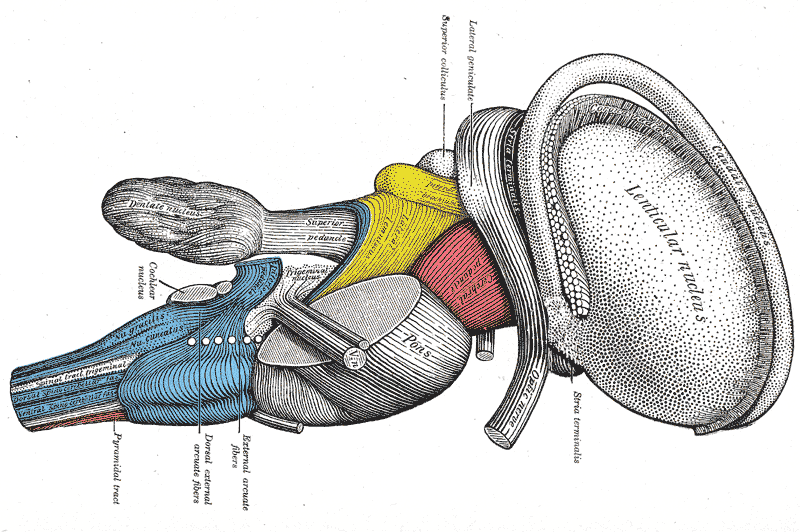
Dissection du tronc cérébral. Vue latérale.
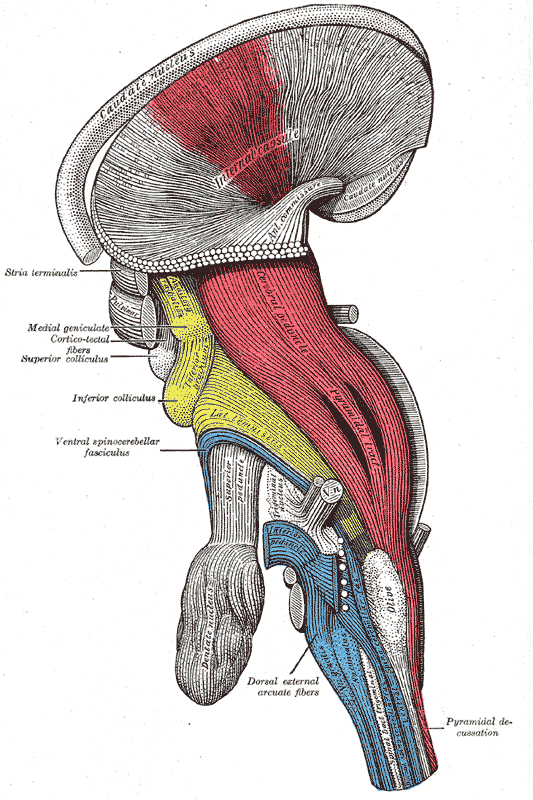
Dissection profonde du tronc cérébral. Vue latérale.
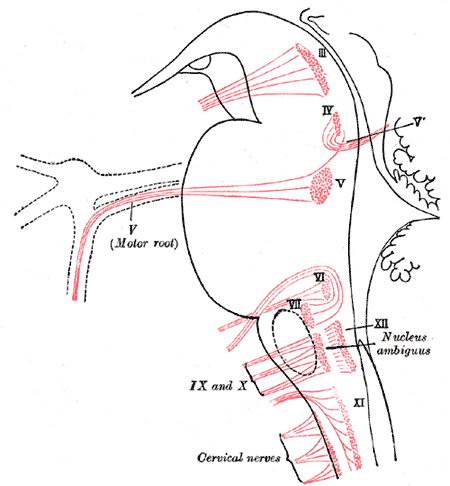
Noyaux d'origine des nerfs moteurs crâniens représentés schématiquement ; vue latérale.
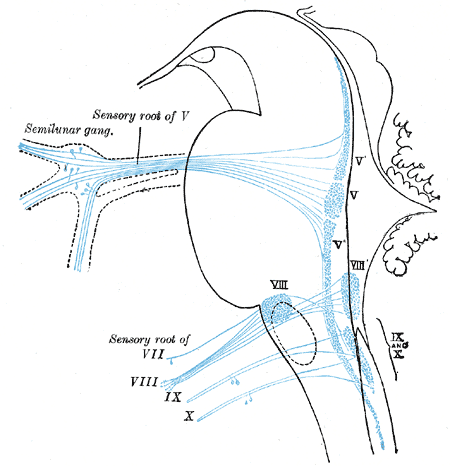
Noyaux terminaux primaires des nerfs crâniens afférents (sensitifs) représentés schématiquement ; vue latérale.